# Jyrki Lumme
Jyrki Olavi Lumme, född 16 juli 1966 i Tammerfors, Finland, är en finländsk före detta professionell ishockeyspelare. En försvarare med offensiva kvaliteter.
Lumme spelade från säsongen 1988-89 till 2002-03 i NHL, för Montreal Canadiens, Vancouver Canucks, Phoenix Coyotes, Dallas Stars och Toronto Maple Leafs. Han har spelat totalt 985 NHL-matcher och på dessa gjort 468 poäng.
I den högsta finska hockeyligan har Lumme representerat Tammerforsklubben Ilves.